# Siti di interesse comunitario dell'Abruzzo
I siti  di interesse comunitario dell'Abruzzo, individuati in base alla Direttiva Habitat (Direttiva 1992/43/CEE) e appartenenti alla rete Natura 2000, sono 42, a questi si aggiungono 12 aree che sono sia SIC/ZSC sia zona di protezione speciale (ZPS) individuate ai sensi della Direttiva Uccelli (Direttiva 2009/147/CE).

## Elenco
| Definizione dell'area                                          | Immagine | Codice Natura 2000 | Sup. (ha) | Coordinate                  | Note |
| -------------------------------------------------------------- | -------- | ------------------ | --------- | --------------------------- | --- |
| Abetina di Castiglione Messer Marino                           |          | IT7140121          | 630       | 41°54′17″N 14°25′01″E       | È anche ZPS |
| Abetina di Rosello e Cascate del Rio Verde                     |          | IT7140212          | 2012      | 41°53′32″N 14°22′14″E       | È anche ZPS |
| Boschi ripariali sul Fiume Osento                              |          | IT7140111          | 595       | 42°10′00″N 14°31′50″E       | |
| Bosco di Mozzagrogna (Sangro)                                  |          | IT7140112          | 428       | 42°09′49.24″N 14°26′52.8″E  | |
| Bosco di Oricola                                               |          | IT7110088          | 598       | 42°04′51″N 13°01′57″E       | |
| Bosco Paganello (Montenerodomo)                                |          | IT7140115          | 593       | 41°59′06″N 14°16′09″E       | È anche ZPS |
| Calanchi di Atri                                               |          | IT7120083          | 1154      | 42°33′06.93″N 13°59′15.48″E | |
| Calanchi di Bucchianico (Ripe dello Spagnolo)                  |          | IT7140110          | 180       | 42°19′01.89″N 14°09′19.2″E  | |
| Cerrete di Monte Pagano e Feudozzo                             |          | IT7110104          | 921       | 41°45′57″N 14°11′17″E       | |
| Colle del Rascito                                              |          | IT7110090          | 1037      | 42°02′45″N 13°41′34″E       | |
| Doline di Ocre                                                 |          | IT7110086          | 381       | 42°17′54″N 13°28′13″E       | |
| Fiume Mavone                                                   |          | IT7120022          | 160       | 42°31′20″N 13°40′56″E       | |
| Fiume Tordino (medio corso)                                    |          | IT7120081          | 313       | 42°37′41.99″N 13°38′41.53″E | |
| Fiume Trigno (medio e basso corso)                             |          | IT7140127          | 996       | 41°56′39″N 14°39′53″E       | |
| Fiume Vomano (da Cusciano a Villa Vomano)                      |          | IT7120082          | 459       | 42°35′04.1″N 13°40′14.54″E  | |
| Fiumi Giardino - Sagittario - Aterno - Sorgenti del Pescara    |          | IT7110097          | 288       | 42°08′47″N 13°49′55″E       | |
| Fonte di Papa                                                  |          | IT7130031          | 811       | 42°13′15″N 14°03′20″E       | |
| Fosso delle Farfalle (sublitorale chietino)                    |          | IT7140106          | 792       | 42°15′30″N 14°28′20″E       | |
| Gessi di Gessopalena                                           |          | IT7140116          | 402       | 42°03′35″N 14°14′51″E       | È anche ZPS |
| Gessi di Lentella                                              |          | IT7140126          | 436       | 41°59′50″N 14°41′10″E       | |
| Ginepreti a Juniperus macrocarpa e Gole del Torrente Rio Secco |          | IT7140117          | 1311      | 42°04′46″N 14°17′48″E       | È anche ZPS |
| Gole del Sagittario                                            |          | IT7110099          | 1349      | 41°57′53″N 13°48′51″E       | Comprende in parte la Riserva naturale guidata Gole del Sagittario                                                                               |
| Gole di Pennadomo e Torricella Peligna                         |          | IT7140214          | 269       | 42°00′56″N 14°19′29″E       | È anche ZPS |
| Gole di San Venanzio                                           |          | IT7110096          | 1215      | 42°07′29″N 13°46′30″E       | Comprende quasi interamente la Riserva naturale guidata Gole di San Venanzio                                                                     |
| Gran Sasso                                                     |          | IT7110202          | 33995     | 42°26′07″N 13°37′11″E       | |
| Grotte di Pietrasecca                                          |          | IT7110089          | 246       | 42°08′45″N 13°07′57″E       | |
| Lago di Penne                                                  |          | IT7130214          | 109       | 42°26′40″N 13°54′08″E       | Corrisponde alla Riserva naturale controllata Lago di Penne                                                                                      |
| Lago di Scanno ed Emissari                                     |          | IT7110101          | 103       | 41°55′19″N 13°51′53″E       | |
| Lago di Serranella e Colline di Guarenna                       |          | IT7140215          | 1092      | 42°07′56″N 14°18′01″E       | È anche ZPS |
| Lecceta di Casoli e Bosco di Colleforeste                      |          | IT7140118          | 596       | 42°06′30″N 14°15′36″E       | È anche ZPS |
| Lecceta litoranea di Torino di Sangro e foce del Fiume Sangro  |          | IT7140107          | 552       | 42°13′45″N 14°32′30″E       | |
| Maiella                                                        |          | IT7140203          | 36119     | 42°04′54″N 14°06′50″E       | Compresa nel Parco nazionale della Maiella |
| Maiella Sud Ovest                                              |          | IT7110204          | 6276      | 41°57′17″N 14°00′59″E       | |
| Marina di Vasto                                                |          | IT7140109          | 57        | 42°05′10″N 14°44′25″E       | |
| Montagne dei Fiori e di Campli e Gole del Salinello            |          | IT7120213          | 4221      | 42°45′16″N 13°36′12″E       | |
| Monte Arunzo e Monte Arezzo                                    |          | IT7110091          | 1696      | 42°00′11″N 13°20′15″E       | |
| Monte Calvo e Colle Macchialunga                               |          | IT7110208          | 2709      | 42°24′59″N 13°10′45″E       | |
| Monte Genzana                                                  |          | IT7110100          | 5805      | 41°57′23″N 13°54′53″E       | Comprende gran parte della Riserva naturale guidata Monte Genzana e Alto Gizio                                                                   |
| Monte Pallano e Lecceta d'Isca d'Archi                         |          | IT7140211          | 3270      | 42°02′19″N 14°23′11″E       | È anche ZPS |
| Monte Picca - Monte di Roccatagliata                           |          | IT7130024          | 1766      | 42°12′05″N 13°51′00″E       | |
| Monte Salviano                                                 |          | IT7110092          | 860       | 41°58′44″N 13°26′05″E       | Corrisponde parzialmente alla Riserva naturale guidata Monte Salviano                                                                            |
| Monte Sirente e Monte Velino                                   |          | IT7110206          | 26654     | 42°12′58″N 13°31′08″E       | |
| Monte Sorbo (Monti Frentani)                                   |          | IT7140123          | 1329      | 41°59′40″N 14°31′56″E       | È anche ZPS |
| Monti della Laga e Lago di Campotosto                          |          | IT7120201          | 15816     | 42°40′07″N 13°25′44″E       | |
| Monti Frentani e Fiume Treste                                  |          | IT7140210          | 4644      | 41°55′44″N 14°32′23″E       | È anche ZPS |
| Monti Pizi - Monte Secine                                      |          | IT7140043          | 4195      | 41°54′42″N 14°10′10″E       | |
| Monti Simbruini                                                |          | IT7110207          | 19886     | 41°56′08″N 13°21′25″E       | È anche ZPS. Copre una vasta fascia a est del Parco naturale regionale Monti Simbruini e comprende la Riserva naturale guidata Zompo lo Schioppo |
| Pantano Zittola                                                |          | IT7110103          | 233       | 41°45′14″N 14°06′19″E       | |
| parco nazionale d'Abruzzo                                      |          | IT7110205          | 58880     | 41°51′01″N 13°41′14″E       | Comprende parti del territorio del Parco nazionale d'Abruzzo, Lazio e Molise                                                                     |
| Primo tratto del Fiume Tirino e Macchiozze di San Vito         |          | IT7110209          | 1294      | 42°16′30″N 13°48′43″E       | |
| Punta Aderci - Punta della Penna                               |          | IT7140108          | 317       | 42°10′42.5″N 14°40′40.78″E  | |
| Rupe di Turrivalignani e Fiume Pescara                         |          | IT7130105          | 185       | 42°16′30″N 14°01′20″E       | |
| Serra e Gole di Celano - Val d'Arano                           |          | IT7110075          | 2350      | 42°07′12″N 13°33′07″E       | |
| Torre del Cerrano                                              |          | IT7120215          | 3415      | 42°35′25.08″N 14°05′39.84″E | Corrisponde all'Area marina protetta Torre del Cerrano                                                                                           |